# For fremtiden
For fremtiden er en dansk dokumentarfilm fra 1972 med instruktion og manuskript af Jørgen Roos.

## Handling
Uddannelsestilbud på Centralfagskolen i Godthåb, Grønland.